# Apsilochorema extensum
Apsilochorema extensum är en nattsländeart som beskrevs av Schmid 1989. Apsilochorema extensum ingår i släktet Apsilochorema och familjen Hydrobiosidae. Inga underarter finns listade i Catalogue of Life.